# Speocera songae
Speocera songae is een spinnensoort uit de familie Ochyroceratidae. De soort komt voor in China.